# Lottia scabra
Lottia scabra är en snäckart som först beskrevs av Gould 1846.  Lottia scabra ingår i släktet Lottia och familjen Lottiidae. Inga underarter finns listade i Catalogue of Life.